# Caroline Schneider
| Posities op de WTA-ranglijst Positie per einde seizoen: \| jaar \| rang enkelspel \| rang dubbelspel \| \| ---- \| -------------- \| --------------- \| \| 1987 \| – \| – \| \| 1988 \| 440 \| 168 \| \| 1989 \| 488 \| 269 \| \| 1990 \| 448 \| 111 \| \| 1991 \| 494 \| 131 \| \| 1992 \| 496 \| 263 \| \| 1993 \| 423 \| 137 \| \| 1994 \| 296 \| 102 \| \| 1995 \| 416 \| 120 \| \| 1996 \| 346 \| 133 \| \| 1997 \| 459 \| 126 \| \| 1998 \| 515 \| 102 \| \| 1999 \| 537 \| 278 \| \| 2000 \| 573 \| 165 \| \| 2001 \| 577 \| 126 \| \| 2002 \| 598 \| 155 \| \| 2003 \| 677 \| 191 \| \| 2004 \| 842 \| 284 \| \| 2005 \| 796 \| 407 \| \| 2006 \| 700 \| 246 \| \| 2007 \| – \| 615 \| |                |                 |
| jaar | rang enkelspel | rang dubbelspel |
| 1987 | –              | –               |
| 1988 | 440            | 168             |
| 1989 | 488            | 269             |
| 1990 | 448            | 111             |
| 1991 | 494            | 131             |
| 1992 | 496            | 263             |
| 1993 | 423            | 137             |
| 1994 | 296            | 102             |
| 1995 | 416            | 120             |
| 1996 | 346            | 133             |
| 1997 | 459            | 126             |
| 1998 | 515            | 102             |
| 1999 | 537            | 278             |
| 2000 | 573            | 165             |
| 2001 | 577            | 126             |
| 2002 | 598            | 155             |
| 2003 | 677            | 191             |
| 2004 | 842            | 284             |
| 2005 | 796            | 407             |
| 2006 | 700            | 246             |
| 2007 | –              | 615             |

Caroline Schneider (München, 1 juni 1973) is een voormalig tennisspeelster uit Duitsland. Schneider speelt linkshandig. Zij was actief in het proftennis van 1987 tot in 2007.

## Loopbaan

### Enkelspel
Schneider debuteerde in 1988 op het ITF-toernooi van Madeira (Portugal). Zij stond in 1990 voor het eerst in een finale, op het ITF-toernooi van Nicolosi (Italië) – zij verloor van de Italiaanse Cristina Salvi. In 1994 veroverde Schneider haar enige enkelspeltitel, op het ITF-toernooi van Marsa (Malta), door de Namibische Elizma Nortje te verslaan.
In 1993 speelde Schneider eenmalig op een WTA-hoofdtoernooi, op het toernooi van Stratton Mountain. Bij haar overige pogingen om toegang te krijgen tot de WTA-toernooien strandde zij steeds in de kwalificatiefase.
Haar hoogste notering op de WTA-ranglijst is de 289e plaats, die zij bereikte in december 1994.

### Dubbelspel
Schneider behaalde in het dubbelspel betere resultaten dan in het enkelspel. Zij debuteerde in 1987 op het ITF-toernooi van Erlangen (Duitsland), samen met landgenote Katharina Duell. Zij stond later dat jaar voor het eerst in een finale, op het ITF-toernooi van Boedapest (Hongarije), samen met de Hongaarse Petra Schmitt – zij verloren van het Zweedse duo Catrin Jexell en Monica Lundqvist. In 1988 veroverde Schneider haar eerste titel, op het ITF-toernooi van Madeira (Portugal), samen met de Amerikaanse Jackie Joseph, door het duo Mara Eijkenboom en Cora Linneman te verslaan. In 1997 zegevierde zij tweemaal met dezelfde partner, de Oostenrijkse Patricia Wartusch – de overige titels kwamen allemaal met verschillende partners. In totaal won zij tien ITF-titels, de laatste in 2006 in Bari (Italië) met de Zwitserse Romina Oprandi aan haar zijde.
In 1988 speelde Schneider voor het eerst op een WTA-hoofdtoernooi, op het toernooi van Athene, samen met de Italiaanse Stefania Dalla Valle. Eenmaal bereikte zij een WTA-finale, in 1994 op het toernooi van Linz, samen met de Zweedse Åsa Carlsson – zij verloren van de als eerste geplaatste titelverdedigsters Jevgenia Manjoekova en Leila Meschi.
In 1989 had Schneider haar grandslamdebuut op Roland Garros, met de Tsjechische Regina Maršíková aan haar zijde. Haar beste resultaat op de grandslamtoernooien is het bereiken van de tweede ronde. Haar hoogste notering op de WTA-ranglijst is de 61e plaats, die zij bereikte in april 1994.

#### Gemengd dubbelspel
Ook in deze discipline debuteerde zij op Roland Garros 1989, samen met de Zweed Tobias Svantesson. Bij haar eerste Wimbledon-deelname, in 1994, versloeg zij samen met de Amerikaan Dave Randall het koppel Mary Joe Fernandez en Paul Annacone.

## Palmares
| Legenda                |
| ---------------------- |
| Grandslamtoernooi      |
| Olympische Spelen      |
| Year-End Championships |
| Tier I                 |
| Tier II                |
| Tier III               |
| Tier IV & V            |

### WTA-finaleplaatsen enkelspel
geen

### WTA-finaleplaatsen vrouwendubbelspel
| nr.              | finale     | toernooi | ondergrond | partner      | tegenstandsters                  | score    |
| ---------------- | ---------- | -------- | ---------- | ------------ | -------------------------------- | -------- |
| gewonnen finales |            |          |            |              |                                  |          |
| geen             |            |          |            |              |                                  |          |
| verloren finales |            |          |            |              |                                  |          |
| 1.               | 1994-02-13 | WTA Linz | tapijt (i) | Åsa Carlsson | Jevgenia Manjoekova Leila Meschi | 2-6, 2-6 |

### Gewonnen ITF-toernooien enkelspel
| nr. | finale     | toernooi      | dotatie | ondergrond | tegenstandster in finale | score    |
| --- | ---------- | ------------- | ------- | ---------- | ------------------------ | -------- |
| 1.  | 1994-04-03 | Marsa (Malta) | $10.000 | gravel     | Elizma Nortje            | 7-6, 6-4 |

### Gewonnen ITF-toernooien dubbelspel
| nr. | finale     | toernooi     | dotatie | ondergrond | partner                | tegenstandsters in finale                | score         |
| --- | ---------- | ------------ | ------- | ---------- | ---------------------- | ---------------------------------------- | ------------- |
| 1.  | 1988-06-19 | Madeira      | $10.000 | hardcourt  | Jackie Joseph          | Mara Eijkenboom Cora Linneman            | 7-6, 4-6, 8-6 |
| 2.  | 1989-09-10 | Agliana      | $10.000 | gravel     | Kylie Johnson          | Andrea Noszály Zuzana Witzová            | 3-6, 6-1, 6-0 |
| 3.  | 1994-09-18 | Sofia        | $25.000 | gravel     | Katarzyna Teodorowicz  | Petra Kučová Kateřina Kroupová           | 6-1, 6-1      |
| 4.  | 1996-07-28 | Buenos Aires | $25.000 | gravel     | Kirstin Freye          | María Fernanda Landa Larissa Schaerer    | 7-6, 6-4      |
| 5.  | 1997-04-06 | Makarska     | $10.000 | gravel     | Jevgenia Koelikovskaja | Nóra Köves Helena Vildová                | 6-1, 4-6, 6-4 |
| 6.  | 1997-05-25 | Brixen       | $10.000 | gravel     | Patricia Wartusch      | Luciana Masante Miroslava Vavrinec       | 6-3, 6-0      |
| 7.  | 1997-06-01 | Salzburg     | $10.000 | tapijt (i) | Patricia Wartusch      | Laura Dell'Angelo Tathiana Garbin        | 1-6, 6-3, 6-4 |
| 8.  | 1997-09-14 | Kiev         | $25.000 | gravel     | Annica Lindstedt       | Natalia Medvedeva Angelina Zdorovitskaja | 6-1, 6-2      |
| 9.  | 2001-04-15 | Dinan        | $25.000 | gravel (i) | Eléni Daniilídou       | Vanessa Henke Syna Schreiber             | 6-3, 7-6      |
| 10. | 2006-04-24 | Bari         | $25.000 | gravel     | Romina Oprandi         | Stefanie Haidner Darija Jurak            | 7-5, 6-2      |

## Resultaten grandslamtoernooien
| Legenda | Legenda                          |
| ------- | -------------------------------- |
| g.t.    | geen toernooi gehouden           |
| l.c.    | lagere categorie                 |
| –       | niet deelgenomen                 |
| G       | uitgeschakeld in de groepsfase   |
| 1R      | uitgeschakeld in de eerste ronde |
| 2R      | uitgeschakeld in de tweede ronde |
| 3R      | uitgeschakeld in de derde ronde  |
| 4R      | uitgeschakeld in de vierde ronde |
| KF      | uitgeschakeld in de kwartfinale  |
| HF      | uitgeschakeld in de halve finale |
| F       | de finale verloren               |
| W       | het toernooi gewonnen            |
| w-v     | winst/verlies-balans             |

### Enkelspel
- Geen grandslamdeelname in het enkelspel.

### Vrouwendubbelspel
| Australian Open | –  | –  | 1R | –  | –  | 1R | –  | 1R | 2R | –  | 1R | 1R |
| Roland Garros   | 1R | 2R | –  | 1R | 1R | –  | 1R | –  | 1R | 1R | 1R | 1R |
| Wimbledon       | –  | –  | –  | –  | 1R | –  | 1R | 1R | 2R | –  | –  | –  |
| US Open         | –  | –  | –  | –  | –  | –  | –  | –  | 1R | –  | –  | –  |

### Gemengd dubbelspel
| Australian Open | –  | –  | –  | –  |
| Roland Garros   | 1R | 2R | 1R | 1R |
| Wimbledon       | –  | –  | 2R | 1R |
| US Open         | –  | –  | –  | –  |